# Butterworth (Cap-Oriental)
Pour les articles homonymes, voir Butterworth.
Butterworth est une ville d'Afrique du Sud située dans la région du Cap-Oriental.
Sa population était de 44 039 habitants en 2011.